# المنظر (مدينة حجة)

تعديل مصدري - تعديل

المنظر هي إحدى قرى عزلة قدم بمديرية مدينة حجة التابعة لمحافظة حجة، بلغ تعداد سكانها 269 نسمة حسب تعداد اليمن لعام 2004.